# هواپیماهای نیروی دریایی

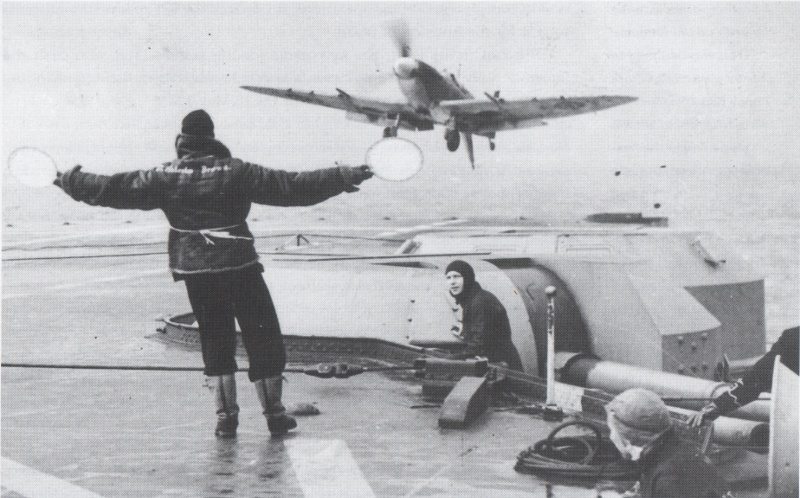
فرود هواپیمای جنگنده اسپیت فایر برروی عرشه ناوهواپیمابر اچ.ام.اس ایندومیتیبیل (انگلیسی:HMS Indomitable). در سمت راست پائین تصویر یک قبضه توپ دولول ضدهوایی 4،5 اینچ کیو.اف مشاهده می‌شود.

هواپیماهای مستقر در ناو (انگلیسی: Navalised aircraft) یک هواگرد است که به‌طور خاص برای استفاده دریایی طراحی شده‌است.
نمونه‌های آن عبارتند از:
- بریتیش ایروسپیس سی هاریر
- داسو رافال
- Hawker Sea Hurricane
- میکویان میگ-۲۹کی
- سوپرمارین سیفایر
- سیکورسکی اس‌اچ-۶۰ سیهاوک

## مشخصات
هواگردهای دریایی‌ اعم از بالگرد و یا هواپیما، تفاوت‌هایی را با هواگردهای زمین-پایه دارند:
- بدنه، موتور و سامانه‌های اویونیکی آنها بگونه‌ای طراحی و ساخته شده‌اند که مقاومت لازم در برابر خوردگی ناشی از آب شور دریا را داشته باشند.
- قابلیت نشست و برخاست بر روی عرشه ناوهای جنگی را دارند.
- بگونه‌ای طراحی شده‌اند که حداقل فضای آشیانه را اشغال نمایند.
- بگونه‌ای طراحی و ساخته شده‌اند که آب داخل آنها نفوذ نکند.
- برای اجرای مأموریت‌های دریایی به سنسورها و تسلیحات لازم تجهیز شده‌اند.
- سامانه‌های اویونیکی آنها برای برقراری ارتباط و کار با تجهیزات نصب شده بر روی ناوها مناسب‌سازی شده‌اند. همچنین پیش‌بینی‌های لازم برای جلوگیری از بروز تداخلات الکترومغناطیسی بین ناو و هواگرد و بلعکس صورت پذیرفته است.
- امکانات و تسهیلات لازم برای سوختگیری بر روی ناو و یا در حالت هاورینگ(دربالگردها)در آنها پیش‌بینی شده است.